# Pintura romàntica

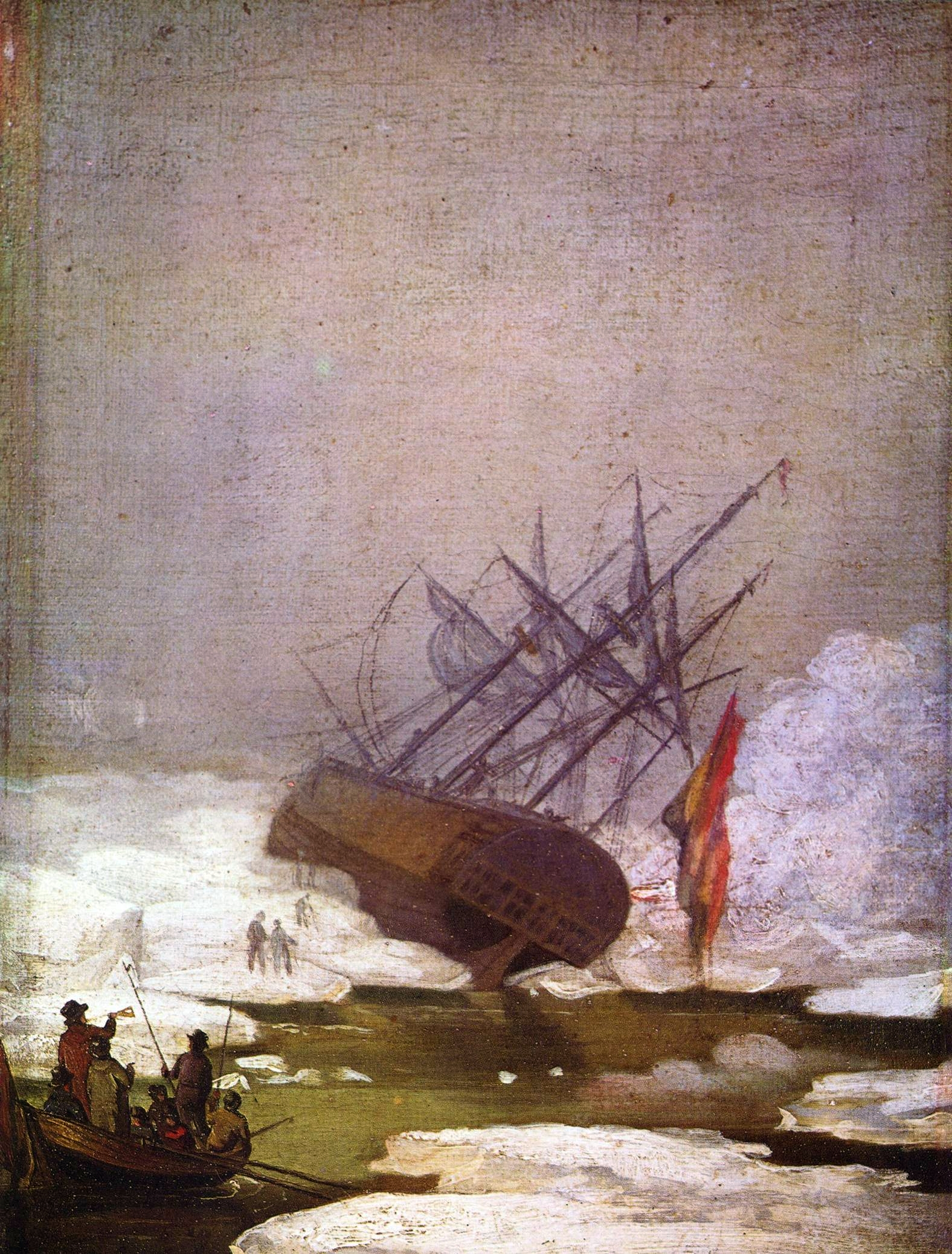
Dramatisme a El naufragi en un mar gelat, pintat en 1798 per Caspar David Friedrich, exposat al Kunsthalle d'Hamburg.

La pintura romàntica és un moviment pictòric derivat del romanticisme que s'estén aproximadament entre 1770 i 1870 i que es pot dividir en tres períodes diferents:
1. 1780-1822 o preromanticisme,
2. 1822-1843 o el cim del romanticisme,
3. 1843-1870 o tradició postromàntica.

Cadascun d'aquests períodes té les seves particularitats.

## Context
Al segle XVIII, la influència francesa en el camp de les arts s'estén per tot Europa. Anglaterra intentarà alliberar-se d'aquesta dominació, però la seva diferència s'escolta principalment en els àmbits de la filosofia i la jurisprudència. Cap a l'any 1770 van començar a aparèixer grans canvis i es van començar a veure les seves manifestacions en l'àmbit de l'Art, i França es mantindria al centre d'aquests trastorns.
El descobriment i l'exploració de Pompeia (1750) i Herculà són considerats pels historiadors com a significat de l'inici del neoclassicisme. Tanmateix, l'expressió es va trobar molt més tard, el 1880, designar objectes d'art híbrids, amb un favor comercial canviant. Es tracta principalment d'un retorn fantasiós i imaginatiu a l'antiguitat grecoromana. En arquitectura, aquesta renovació a través de la inspiració d'antics models arquitectònics es va produir molt fàcilment a França. En escultura també, Diderot admira Falconet i la seva escultura apassionada, mentre que Houdon redescobreix la dinàmica del Renaixement francès. Aquest retorn a un estil pal·ladià tindrà un fort impacte, sobretot durant l'aparició de formes artístiques pròpies del continent nord-americà: l'any 1770, aquest tipus d'arquitectura neopal·ladiana es combinarà amb formes originals per suplantar, a Amèrica, l'estil arquitectònic dels colons. El romanticisme es considera un art de l'antiguitat.

## 1780-1820 o preromanticisme

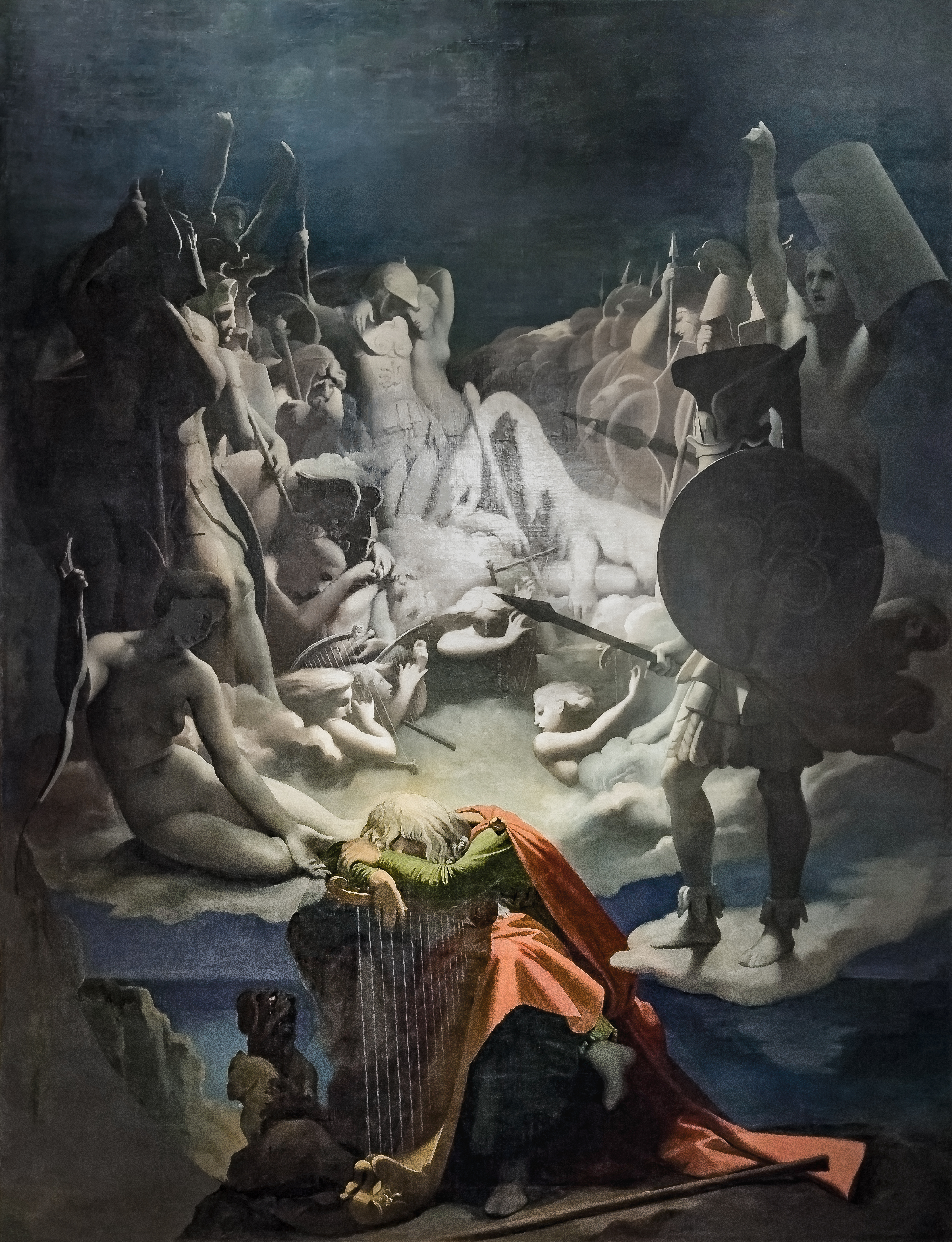
Jean Auguste Dominique Ingres (segle XIX): Somni d'Ossian (1813).

Aquest període es caracteritza pel fet que es va desenvolupar paral·lelament al neoclassicisme però en oposició a aquest corrent. També és en aquest moment quan apareixen nous temes de llegendes nòrdiques, història moderna i paisatge com a reflex de l'ànima. La importància d'Anglaterra i Alemanya és molt gran.
En pintura, el romanticisme troba els seus inicis en Johann Heinrich Wilhelm Tischbein, Joseph Wright de Derby, Joshua Reynolds, Caspar Wolf, Giovanni Battista Piranesi, Hubert Robert i Claude Joseph Vernet.

### Anglaterra

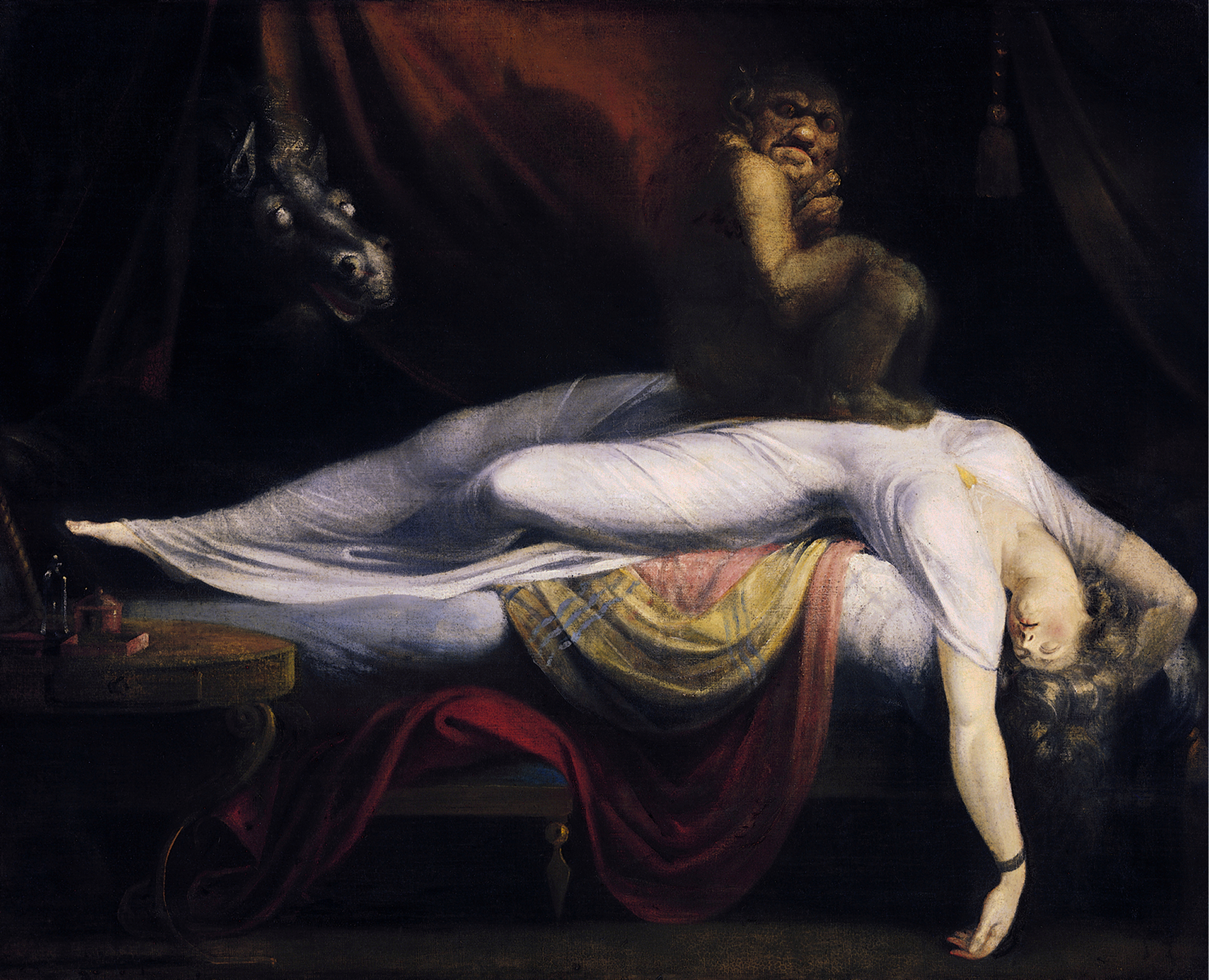
Johann Heinrich Füssli: El malson (1781).

Originalment, el romanticisme va ser un moviment literari les obres del qual van influir en els pintors que van ajudar a estendre aquest moviment a tota una sèrie d'arts.
A Anglaterra, aquesta influència prové principalment d'una obra de James Macpherson, Poems of Ossian (1760). Aquesta obra mestra de la literatura anglesa entusiasmarà tot Europa - i en particular Goethe, Germaine de Staël, Napoleon, Ingres.
Ossian és un bard escocès del segle III els poemes del qual Macpherson els va trobar i després els va traduir, adaptant-los amb certa llibertat, com era habitual al segle XVIII.
Ingres és un pintor francès que va crear grans obres neoclàssiques, però és un pintor frontissa que trobarà la seva inspiració en els dos corrents: The Turkish Bath, 1863 (obra neoclàssica però inspirada en un tema oriental: l'harem).
Els pintors anglesos més coneguts d'aquesta època inclouen Johann Heinrich Füssli, William Blake, Thomas Girtin i els paisatgistes William Turner, John Constable, Thomas Jones i Alexander Cozens.
Suís nascut a Zúric i mort a Londres, Füssli és un personatge místic, va completar també estudis religiosos abans de dedicar-se totalment a la pintura. Es va interessar pel neoclassicisme però va ser influenciat pel romanticisme emergent. En la seva obra, el neoclàssic de la línia (neta) es combina amb el romanticisme de la inspiració fantàstica i llegendària.
William Blake és tant poeta com pintor i gravador. Il·lustra els poemes que compon. La seva manera de fer és semblant a la de Füssli pel seu aspecte fantàstic i els seus colors poc realistes. És un pintor l'alè visionari del qual està influenciat pel manierisme, Miquel Àngel i l'art gòtic.

### Alemanya

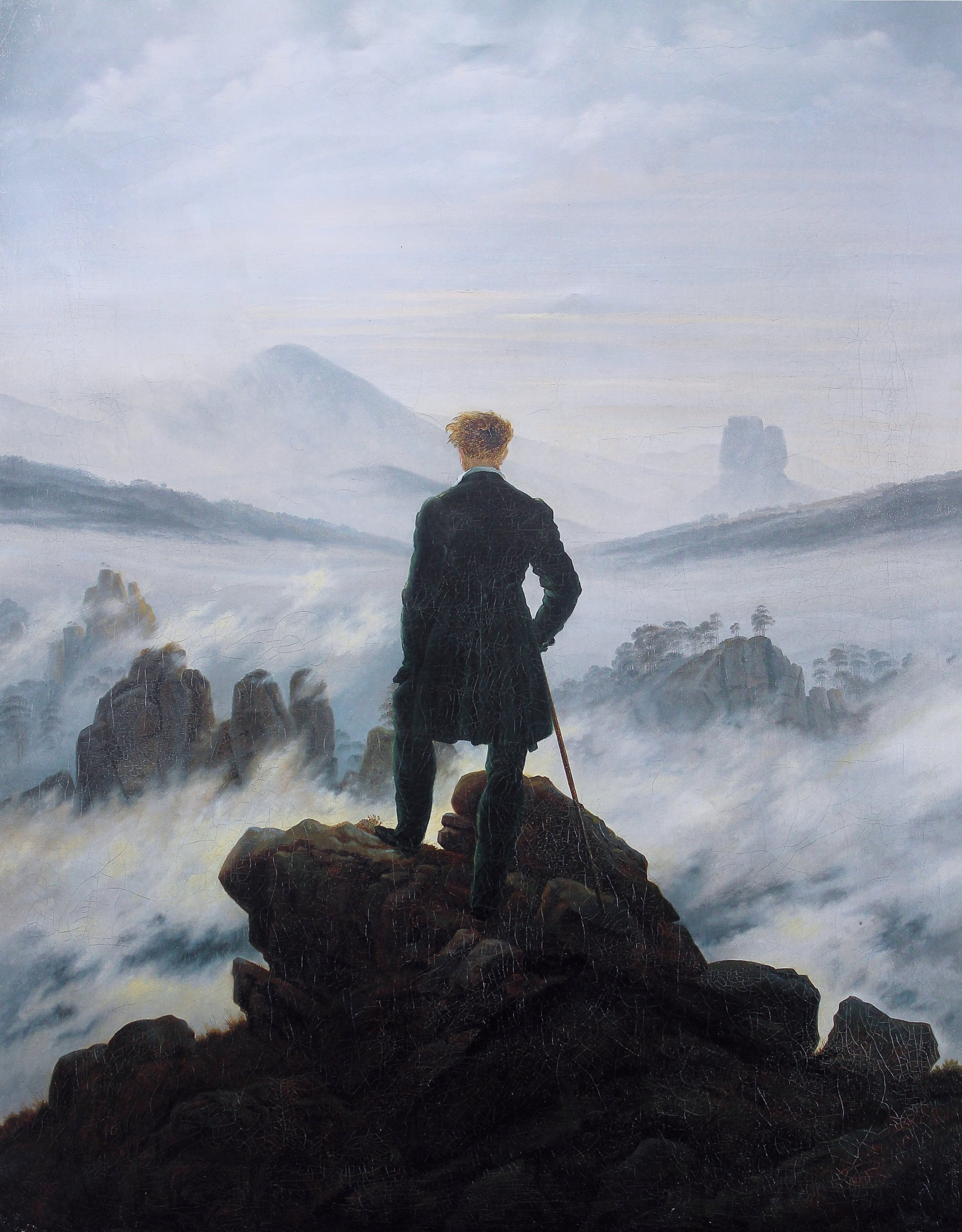
Caspar David Friedrich Viatger contemplant un mar de núvols.

Alemanya va estar influenciada pel moviment literari sturm und dang ('tempesta i impuls'). Els seguidors d'aquest moviment són joves que s'oposen a la Il·lustració. S'oposen a les exigències de la seva sensibilitat als ideals universalistes.
Entre els pintors alemanys importants de l'època hi ha Philipp Otto Runge, Caspar David Friedrich i Karl Friedrich Schinkel. També es desenvoluparà un grup d'artistes, els Natzarens.
Philipp Otto Runge (segle xviii), pintarà notablement Le Grand Matin. Està molt influenciat per la literatura i li agrada personificar les forces de la natura. Encara que la línia és important per a Runge, el tacte també ho serà.
Caspar David Friedrich (segle xviii). Va pintar notablement El retaule de Tetschen el 1808; és una pintura mística, que exalta el sentiment religiós. Està fascinat per un idealisme màgic i vol representar l'home davant la natura i el diví. Barreja el sentiment individualista i l'existència de la natura.
Karl Friedrich Schinkel (segle xviii) també és un gran arquitecte neoclàssic, però expressa el seu romanticisme en la seva pintura. Els seus temes són l'edat mitjana i una religiositat el sentiment de la qual és exaltat per la natura (vegeu la catedral imaginària i el cel fosc de la il·lustració).
Els natzarens són un grup d'artistes de l'Acadèmia de Viena, amb seu a Roma i inspirats en la literatura romàntica alemanya. Negant les teories clàssiques de Winckelmann, volen tornar al començament de la pintura. Les seves obres evoquen la pintura italiana del segle XV. S'inspiren en la religió catòlica i el nacionalisme.

### França

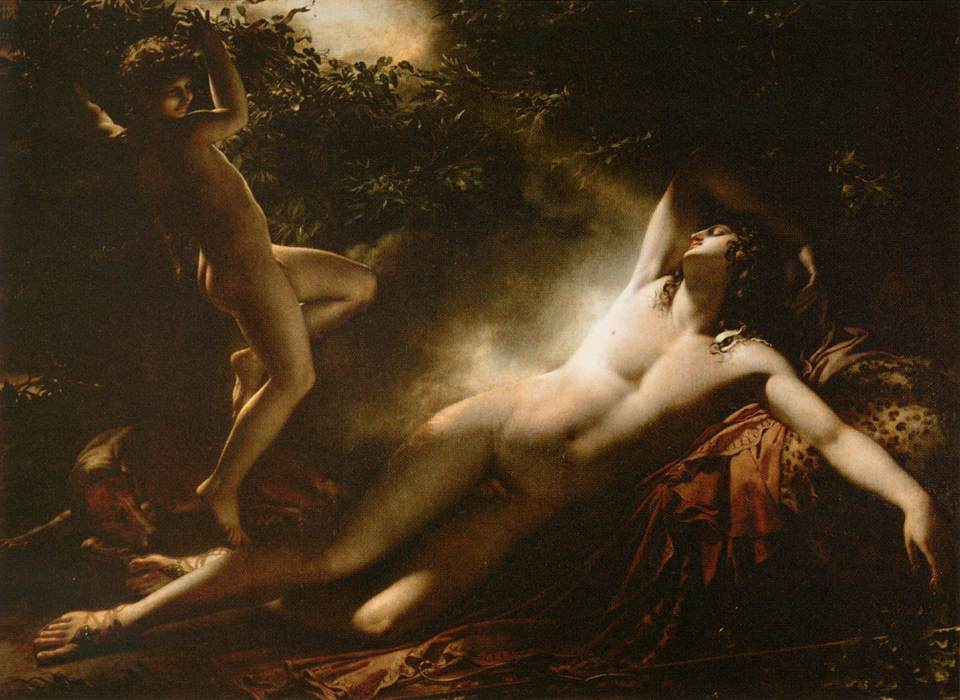
Anne-Louis Girodet, El somni d'Endymion (1791), Louvre.

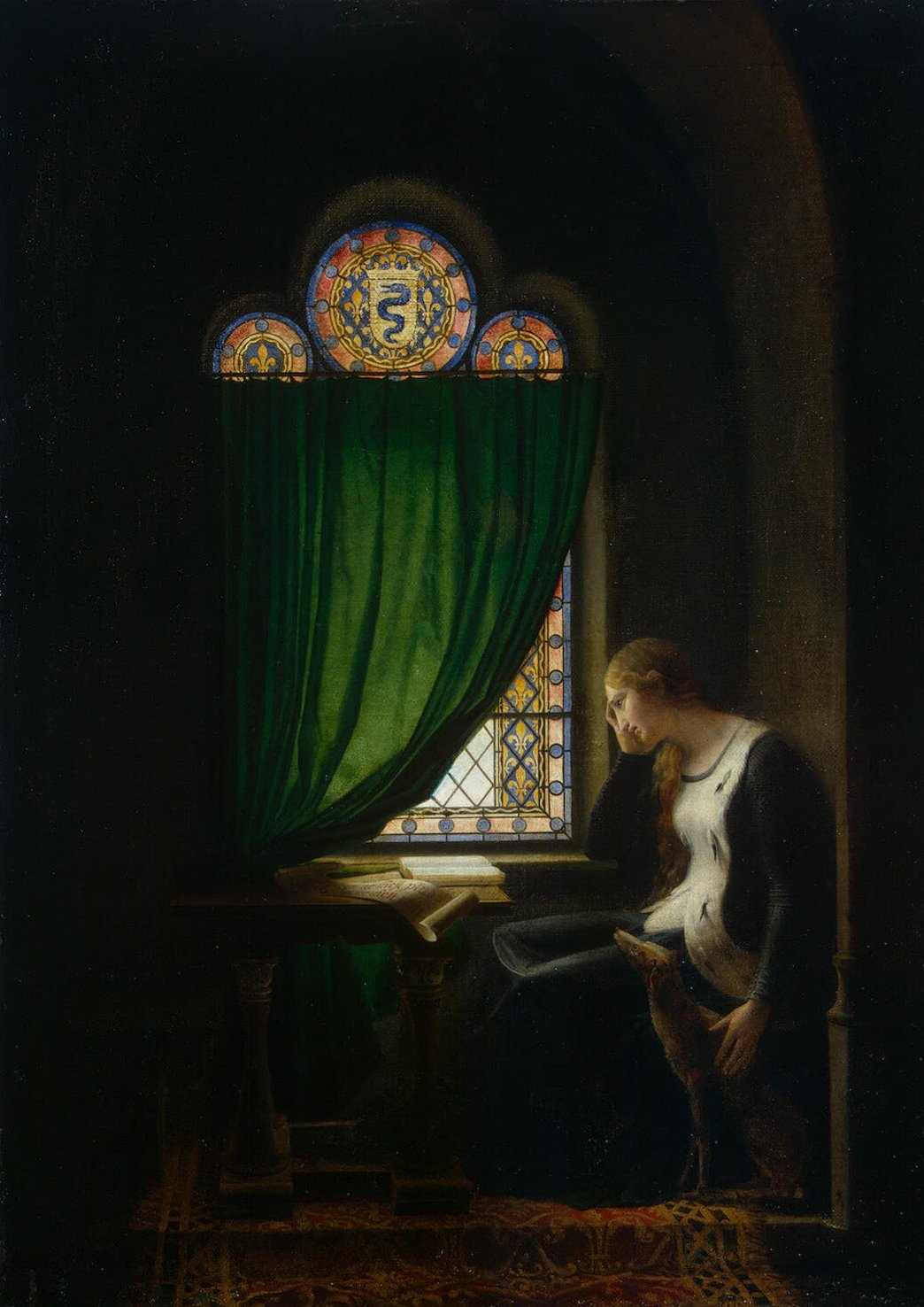
Fleury Richard, Saint-Valentin de Milà plorant la mort del seu marit (1802), Museu de l'Ermitage.

Si a finals del segle XVIII Alemanya i Anglaterra van ocupar l'avantguarda del panorama internacional de l'època pel que fa al romanticisme, aquestes nacions no van ser, però, les úniques que van desenvolupar aquesta nova sensibilitat artística. No queda pas de banda França, que troba la seva inspiració literària en els escrits de Jean-Jacques Rousseau (segle xviii), Madame de Staël, Pivert de Senancour i Chateaubriand.
El 1776, prefigurant la presentació de les col·leccions de la Corona al Louvre, el comte d'Angiviller, director general dels Bâtiments du Roi, sobre el consell de Jean-Baptiste Marie Pierre, director de la Acadèmia Reial de Pintura i Escultura, s'esforça a renovar la pintura d'història a través de diverses sèries d'encàrrecs i vastes composicions exaltant les glòries nacionals des de l'Edat Mitjana, sobre temes "aptes per reviure la virtut i els sentiments patriòtics", confiades a artistes joves com la Mort de Du Guesclin de Nicolas Brenet des de 1777, (Museu del Louvre). Aquest nou interès de l'Edat Mitjana per la pintura és també un precursor dels temes romàntics, posteriorment reprès en l’estil trobadoresc apreciat per l'emperadriu Joséphine.
L'any 1791, Anne-Louis Girodet va pintar Endymion - Efecte Lluna també conegut com El somni d'Endimion que s'allunya deliberadament de Jacques-Louis David i anuncia el romanticisme. Es va exposar al Saló de 1793 on es barrejava la crítica. Posteriorment, l'obra va tenir el rar privilegi de ser apreciada pels més grans escriptors romàntics com Chateaubriand, Balzac i Baudelaire, seduïts per la seva poesia. Pintor literari, Girodet es va inspirar l'any 1808 en una novel·la de la primera per Atala a la tomba també coneguda com el Funeral d'Atala (Museu del Louvre), després d'haver presentat Escena de la inundació el 1806. Tornat a París el 1788, Pierre-Paul Prud'hon també va pintar quadres al·legòrics, com Justícia i venjança divina perseguint el crim el 1808 o el Retrat de Joséphine de Beauharnais en un paisatge de bosc de muntanya el 1805.

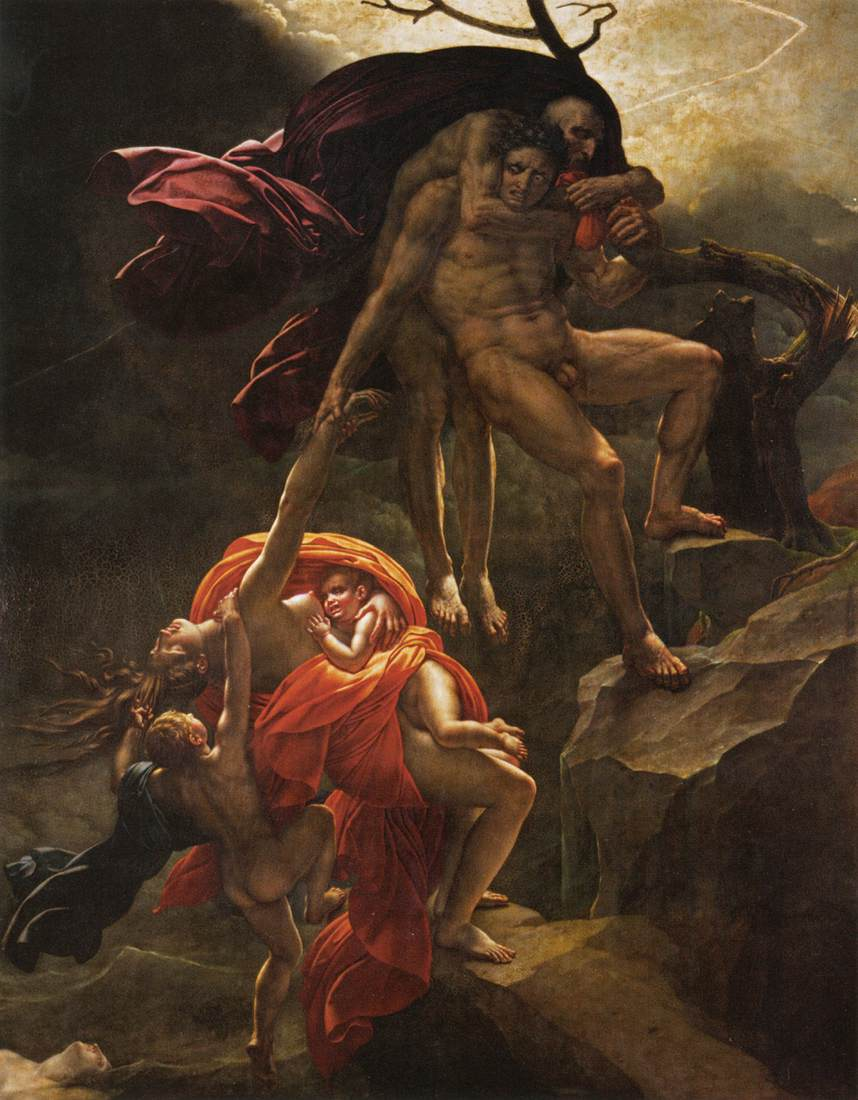
Anne-Louis Girodet, Escena de la inundació (1806), Louvre.

L'any 1802, Fleury Richard, també alumne de David, va tenir un èxit immens quan va exposar al Saló un quadre inspirat en l'artista per les seves visites al museu dels monuments francesos, dissenyat per Alexandre Lenoir el 1795, que apareix d'un nou gènere Valentine de Milà plorant la mort del seu marit Lluís d'Orleans, assassinat el 1407, per Joan, duc de Borgoña, 1802, (Museu de l'Ermitage, Sant Petersburg). El públic i la crítica van lloar l'elecció d'aquest nou tema manllevat del passat medieval i la precisió de la seva representació d'una escena gòtica. Altres pintors es van apassionar llavors pels episodis històrics de l'Edat Mitjana, el Renaixement o el segle XVII i va donar naixement a l’Estil trobador, de les quals nombroses obres van ser presentades als Salons de París sota l'Imperi (1804-1814) i després a la Restauració (1814-1830), com Pierre Révoil, Pierre-Nolasque Bergeret, Alexandre-Évariste Fragonard. i fins i tot Ingres, sobretot amb les diverses versions dels seus Paolo i Francesca de 1814. Personalitats importants, com l'emperadriu Joséphine, els seus fills, la reina Hortensa i el príncep Eugène, o més tard la duquessa de Berry, nora del rei Carles X, van recolzar fermament aquest nou quadre a través de les seves compres. Aquests artistes inspiraran finalment la següent generació de Théodore Géricault, Eugène Delacroix, Paul Delaroche i Eugène Devéria, que amb Antoine-Jean Gros, donaran una major notorietat a la pintura romàntica francesa.
Els pintors representatius d'aquesta època són notables:
Anne-Louis Girodet (segle xviii). Estudiant de Jacques Louis David, es va allunyar del seu mestre en el tractament del tema. Al Funeral d'Atala (1808), juga amb l'oposició de llums, el romanticisme i la malenconia del tema, la disposició dels personatges i la creu llunyana.
Antoine-Jean Gros (segle xviii). Un altre alumne de David, és el cantor de l'epopeia napoleonica (Napoleó al Pont d'Arcole). La seva pintura es troba a mig camí entre el neoclassicisme i el romanticisme.

### Espanya

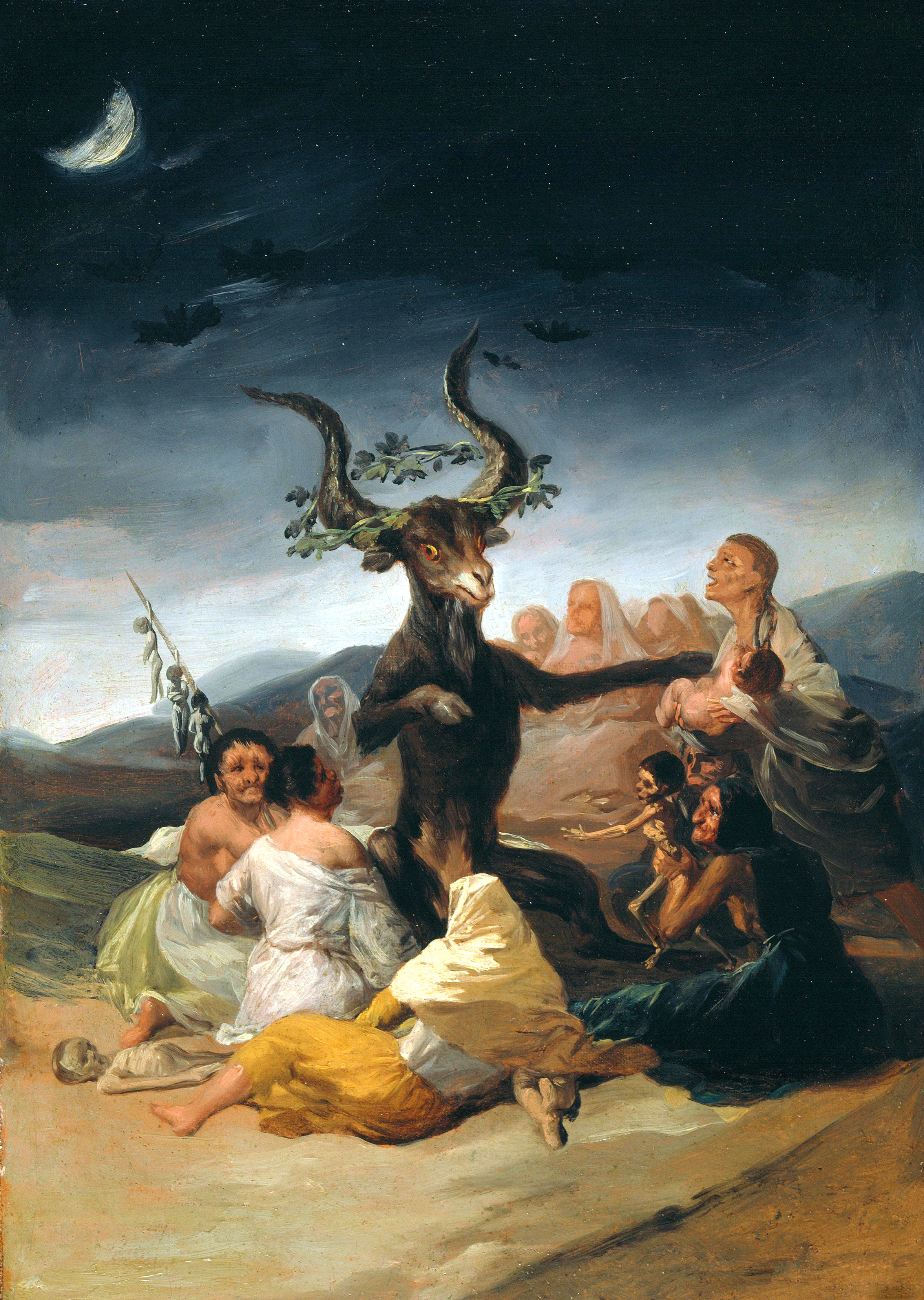
Francisco de Goya: El sàbat de les bruixes (1798, Museu Lázaro Galdiano).

Un dels grans artistes del romanticisme és Francisco de Goya (1746-1828). Influenciat per Velázquez i Rembrandt, és un dels pintors més poderosos i visionaris de l'època. Després d'uns inicis marcats pels gustos rococó i neoclàssic, va evolucionar cap a un estil cada cop més lliure i visible, i va desenvolupar els temes del malson i la bruixeria, estimats al romanticisme negre. La seva inspiració esdevé especialment fosca i torturada al final de la seva vida, en les seves famoses pintures negres (1819-1823), per exemple Saturn devorant un fill. Goya també expressa la seva genialitat en el gravat i l'aiguafort, on denuncia amb molta força l'horror de les guerres napoleòniques i la misèria humana. El seu famós Son de la raó (1799) s'ha convertit en una icona del romanticisme.
Goya tindrà alguns seguidors al seu país, com Leonardo Alenza i Eugenio Lucas Velázquez. Tanmateix, en una Espanya aleshores fortament afrancesada, la majoria d'artistes romàntics van adoptar models francesos, des del retratista Federico de Madrazo (La comtessa de Vilches, 1853) fins al pintor d'història Eduardo Rosales (Isabel la Catòlica dictant el seu testament, 1864). Va ser seguint la línia del costumisme -ja present a Goya- que la pintura espanyola, sobretot andalusa, trobarà més tard una certa originalitat, fent de Sevilla una de les capitals del darrer romanticisme europeu.
La pintura romàntica espanyola està molt ben representada als museus de Madrid (Museu del Prado, Museu Lázaro Galdiano, Museu del Romanticisme) i Sevilla (Museu de Belles Arts de Sevilla).

## 1820-1850 o el cim del romanticisme

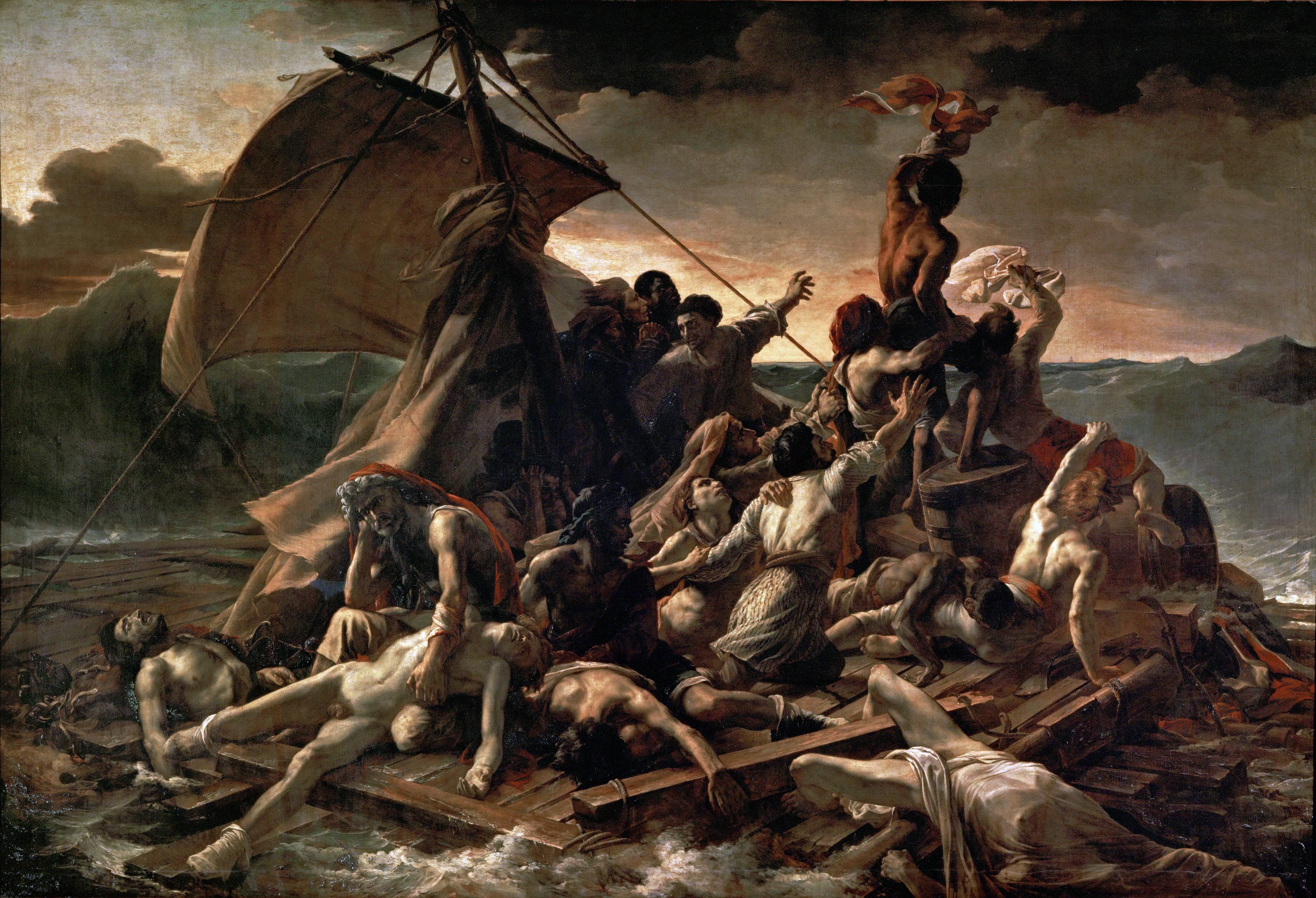
Théodore Géricault (segle XIX) La bassa de la Medusa (1819)

Anglaterra i Alemanya ja no eren els països més poderosos pel que fa al romanticisme pictòric en aquesta època, van donar pas a França. Aquest fet s'explica per la situació de turment social i polític que viu aquest país: en el moment de la restauració, l'empresa vivia un període de crisi. Félicité Robert de Lamennais, escriptora, home religiós i polític, descriurà molt bé la consternació de la població: El mal del segle.
Trobem entre els principals artistes romàntics francesos: Eugène Delacroix, Théodore Géricault, Paul Delaroche, Eugène Devéria, Alexandre-Gabriel Decamps, Ary Scheffer, Théodore Rousseau, Antoine-Louis Barye.
Una de les obres més representatives d'aquest moviment és Le Rafeau de La Méduse, creada per Géricault el 1818-1819.
L'artista només tenia 28 anys quan va pintar La bassa de la Medusa. Per aconseguir-ho, farà nombrosos esbossos vibrants, amb línies fines i gruixudes que revelen un primer contrast, i juga amb el clarobscur, que agafa de Caravaggio. Hi ha un trastorn notable en la posada en escena. Una gran diagonal de cossos s'estén cap a la figura de la part superior, que va d'esquerra a dreta: una composició d'angle baix, acompanyada d'una triangulació amb el pal del vaixell. Es nota la influència del seu mestre Pierre Narcisse Guérin, però també i sobretot de Rubens, pintor barroc, i de Caravaggio, mestre del clarobscur.
Aquest quadre resulta de l'evocació d'una tragèdia moderna: l'enfonsament de la fragata La Medusa el 1816.
És l'evocació d'una tragèdia però també una visió romàntica de les coses: és un drama intern a la societat que es tradueix en aquest quadre.
 Per pintar aquest quadre, Géricault farà construir una bassa, també pintarà cadàvers i entrevistarà supervivents de la tragèdia de la fragata per raó del realisme.
Aquesta pintura sorprendrà: «és un quadre llençat a les parets amb galledes de colors i escombres com a pinzells».

## Característica de la pintura romàntica

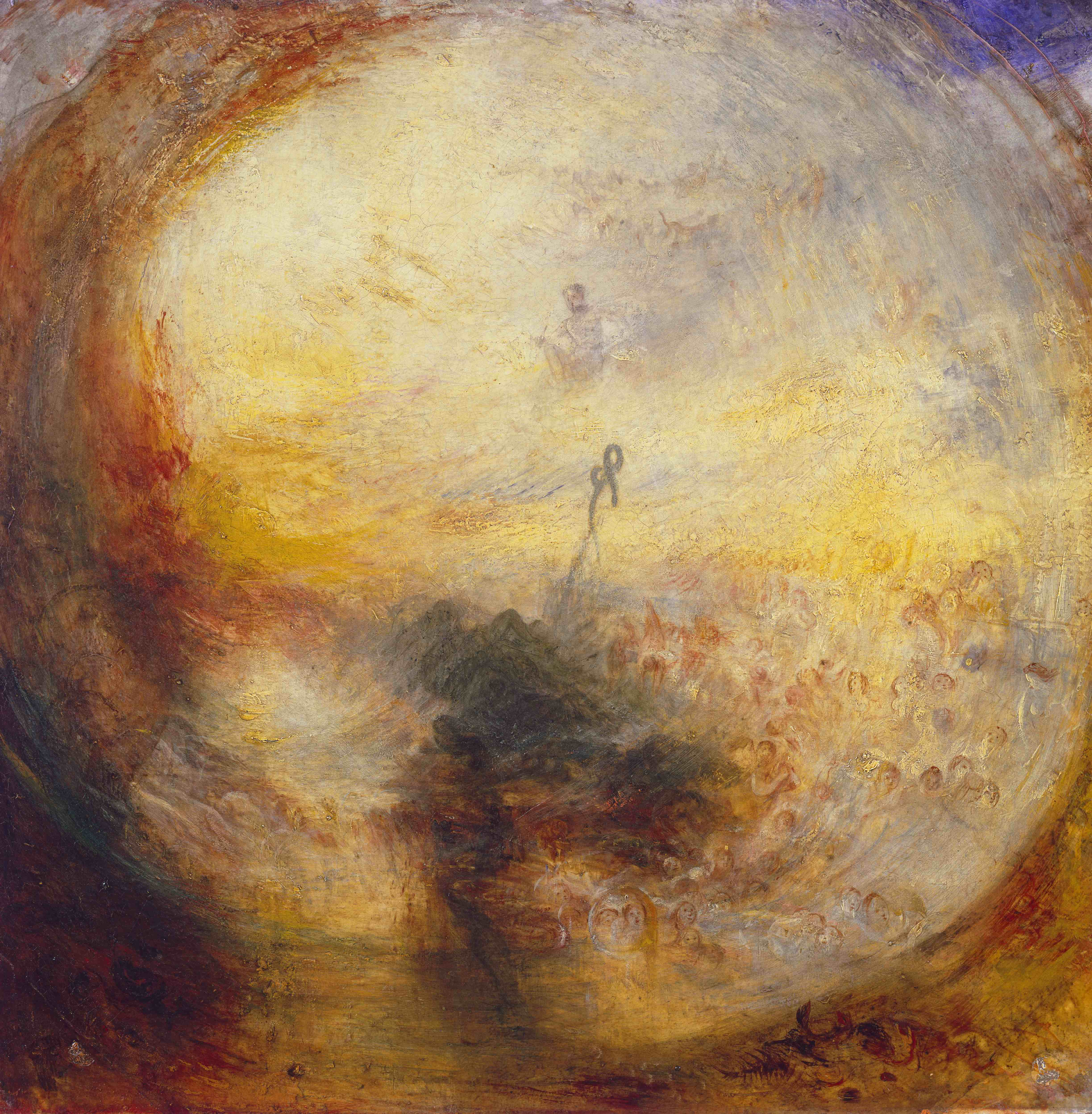
William Turner (XVIII XVIII): El matí després del diluvi (1843) - Títol complet: Llum i color, el matí després del diluvi, Moisès escrivint el llibre del Gènesi

El primer període del romanticisme (1770-1820) es va desenvolupar paral·lelament al neoclassicisme (1760-1800) o més aviat en oposició a aquest moviment. En efecte, on el neoclassicisme defensa una bellesa ideal, el racionalisme, la virtut, la línia, el culte a l'Antiguitat clàssica i al Mediterrani; El romanticisme s'oposa i promou el cor i la passió, l'irracional i l'imaginari, el desordre i l'exaltació, el color i el tacte, el culte de l'edat mitjana i les mitologies del nord d'Europa.
Però el romanticisme no es pot definir només en termes d'oposició, ja que desenvolupa les seves pròpies característiques:

### Individualisme, sentimentalisme, misticisme
Charles Baudelaire (principalment escriptor, però també crític d'art), Saló de 1846: " El romanticisme no està precisament ni en l'elecció dels temes ni en la veritat exacta, sinó en la manera de sentir. Per a mi, el romanticisme és l'expressió més recent i actual de la bellesa. Qui diu romanticisme, diu art modern, és a dir intimitat, espiritualitat, color, aspiració cap a l'infinit, expressat per tots els mitjans que contenen les arts. ".
Insisteix en el romanticisme com a art de sentir. Per a ell, la modernitat constitueix un leitmotiv. Aquesta manera de pensar la trobem en Stendhal que creu que el neoclassicisme està desfasat i que el que és modern és romanticisme (d'aquí sentiments, color però també individualisme). Delacroix també dirà del romanticisme que és “ la lliure manifestació de les impressions personals" i per a Jean-Jacques Rousseau és " l'art de centrar els teus sentiments al voltant del teu cor ".

### El culte a l'edat mitjana, boires del nord» i exotisme (civilització àrab)

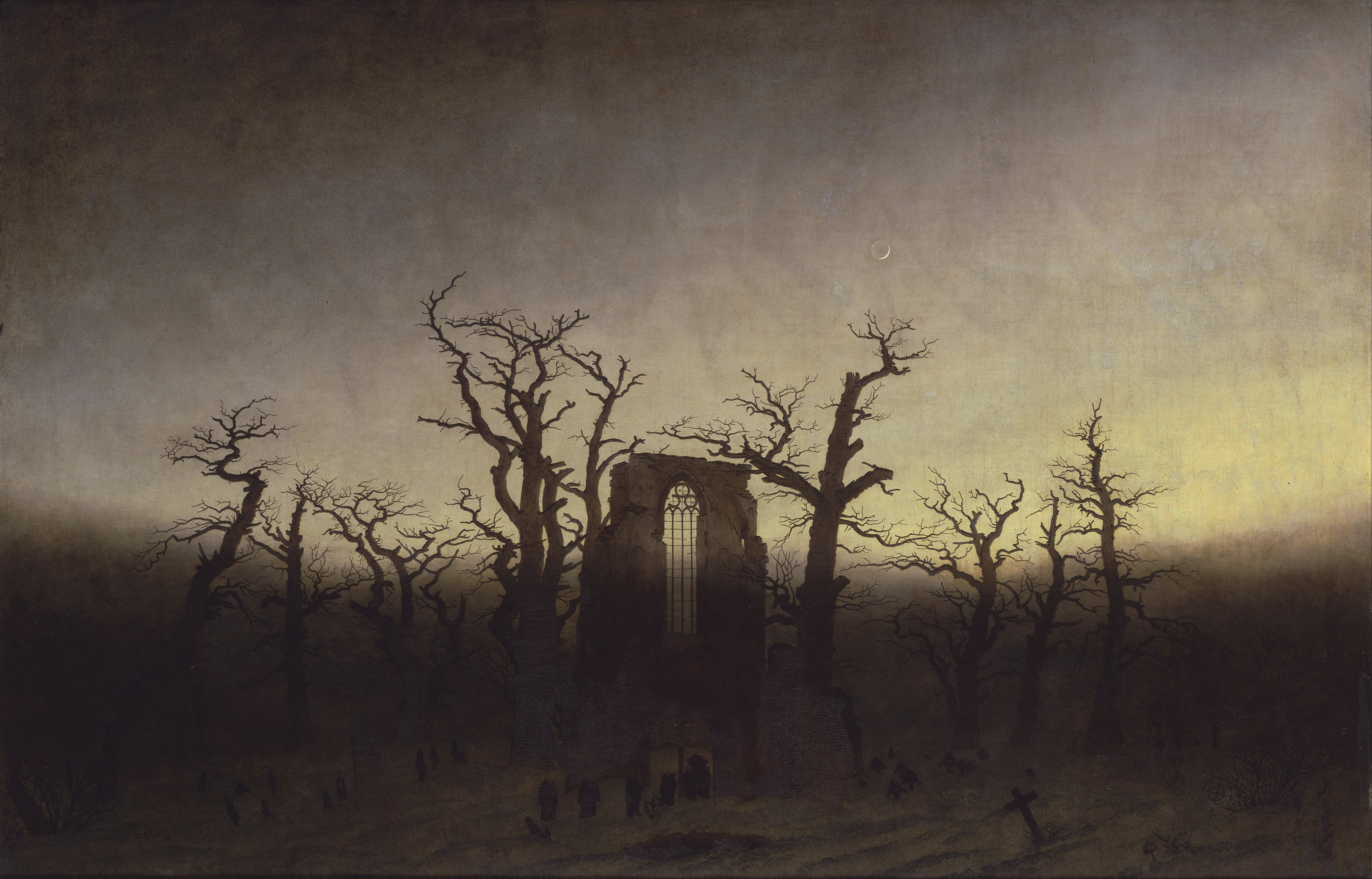
Caspar David Friedrich (XVIII XVIII): L'abadia en un bosc (1809). Aquesta pintura es pot definir amb les següents paraules clau: místic, estrany, indefinible, boirós (atmosfera de cementiri)...

Els romàntics s'inspiren en l'Edat Mitjana i en les llegendes del Nord. També se senten molt atrets per l'exotisme, sobretot les civilitzacions àrabs. Hi ha un desig d'interioritat, d'integrar-se en l'obscur.

#### Les restes: la naturalesa dominant
Tanmateix, l'antiguitat no és desmentida del tot pels pintors, és fins i tot un mitjà per apropar-se a la natura i al passat. Durant el segle XVIII, els inicis de l'arqueologia es desenvolupen a Itàlia i Grècia, amb el descobriment de restes. El romanticisme s'apropia d'aquest vincle amb el passat en el marc de la nostàlgia, on la natura cobreix i domina les restes de civilitzacions desaparegudes, com una fesomia de paisatges. En aquest sentit, Carl Gustav Carus, sota la influència d’Alexander von Humboldt, afirma a Nine Letters on Landscape Painting (1831), setena lletra:
| « | Amb l'ajuda d'una atenció una mica més sostinguda per part de l'observador i d'un sentit de la forma prou desenvolupat, no podem ignorar absolutament que les diferents grans espècies de masses muntanyoses es caracteritzen per diversos contorns i dibuixos, que l'original les muntanyes per exemple es distingeixen per formes abruptes i punxegudes, les més baixes d'aquestes muntanyes, que han patit l'erosió, per crestes grandioses i ondulades, les formacions traquitiques, que van aparèixer més tard, per parets rocoses i agulles escarpades que s'eleven violentament, volcans per cims i cúpules. pujant com bombolles, muntanyes de transició o sedimentàries per dorsals que s'estenen a gran distància i clarament transformades pels corrents violents de les aigües originals. Si féssim més atenció a aquestes característiques que fins ara, i si empènséssim aquesta fesomia fins a un cert punt de perfecció, no només augmentaríem notablement l'interès pels viatges a la muntanya, també avançaríem en l'art del paisatge. | » |

Això es pot veure en algunes de les obres de Joseph Mallord William Turner: Anníbal travessant els Alps (1810-1812); Dido Building Carthage o l'ascens de l'Imperi Cartaginès (1815), on s'il·lustra l'origen i la història mítiques de Cartago, des de la glòria fins a la seva caiguda.

### El paisatge romàntic
La pintura de paisatge adquireix una gran importància. L'ascens del paisatge va anar acompanyat de les teories estètiques del pintoresc i del sublim, desenvolupades a Anglaterra per William Gilpin, Edmund Burke ia Alemanya per Kant i les filosofies naturals de Schelling i Carl Gustav Carus. Edmund Burke a Philosophical Inquiry into the Origin of Our Ideas of the Sublim and the Beautiful (1756), diu: "El sublim és un efecte produït per unes ulleres, siguin naturals o artificials, que produeixen una sensació d'horror deliciosa". Aquesta idea d'horror deliciós és molt freqüent en obres romàntiques o anomenades romàntiques com Èdip i l'esfinx, de Jean-Auguste-Dominique Ingres (1808-1827), on els personatges idealitzats però terribles despertan en l'espectador aquest sentiment. de por però tant de seguretat en el fet que saben que una taula no els pot afectar. L'abandonament del classicisme al·legòric, el vedutisme i la reproducció topogràfica de la natura deixa espai a la imaginació, la distància i el sentiment de l'infinit. La representació de la natura salvatge esdevé el lloc preferit on el jo es troba amb el món exterior. Els remolins d'ones tempestuoses, els cims escarpats de muntanyes i volcans, els efectes de llum de vegades irreals i fantàstics, els cels tempestuosos i les escenes torrencials amb matisos caòtics o apocalíptics es converteixen en el reflex dels turments de l'ànima i de les percepcions al·lucinatòries de l'artista. que de vegades s'inspira en els grans mites bíblics per transcriure les seves visions (William Blake, John Martin, Francis Danby). Tanmateix, sorgeixen fortes diferències individuals. Si Friedrich opta per formes cisellades i cristal·lines banyades per una llum freda i unes iridescències estranyes, Turner s'aposta per dissoldre les formes de la natura en una atmosfera de colors lluminosos, mentre Constable intenta captar la densitat, el gruix i la consistència de les coses a través d'una imatge pictòrica. renderitzat variable segons la textura llisa, rugosa, opaca o fluida de les superfícies pintades. Fora d'Europa, la influència de Turner i Constable es nota sobre el nord-americà Thomas Cole, fundador de l'escola del riu Hudson i el paisatgista rus Ivan Aïvazovski, autor de paisatges marins amb efectes lumínics notables, va ser admirat per Turner. A França, un dels llocs més alts del romanticisme francès va ser la vall de Royat, a Alvèrnia, on la fonda “Ma Campagne” dirigida per La Mère Gagnevin va acollir els pintors més famosos del moment.

### Violència (interès pel drama, la baralla, la bogeria)

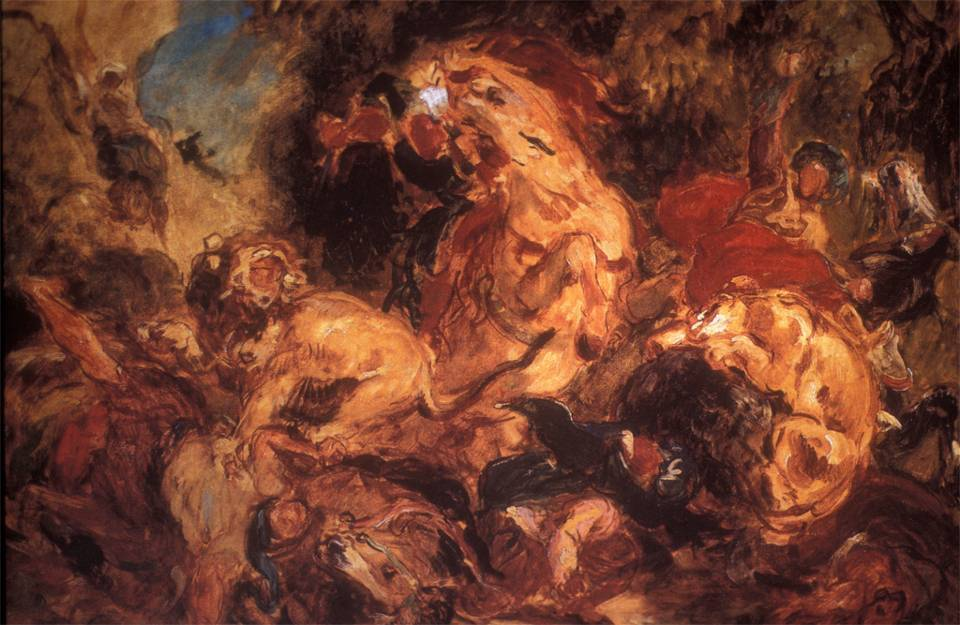
Eugène Delacroix (XIX) segle): Esbós per a la caça del lleó (1854)

Géricault va pintar tota una sèrie de bojos; la bogeria pintant el va fascinar.

### Suport als ideals polítics revolucionaris
És una imatge de combat en un" núvol lluminós ". Delacroix assumeix la causa de la llibertat: es pinta sobre el llenç (inclusió de l'artista en moviments socials i polítics). Aquest últim és una barreja de realitat i al·legoria. Pel seu costat ennuvolat i mòbil, aquesta pintura té una mica de barroc.

### A" neobarroc» (moviment, tensió, potència, contrastos, colors)
Aquest neobarroc el trobem en el moviment, la tensió, la potència, els contrastos i els colors d'aquestes pintures. També hi ha una relació entre l'obra de Delacroix i la de Rubens.